# Ювілейна пам'ятна медаль 1898
Ювілейна пам'ятна медаль 1898 (нім. Jubiläums-Erinnerungsmedaille 1898) — нагорода Австро-Угорщини.

## Історія
Нагорода заснована імператором Францем Йосифом I на честь 50-річчя свого правління. Медаль отримали всі військовослужбовці і цивільні чиновники, які перебували на дійсній службі.

## Опис

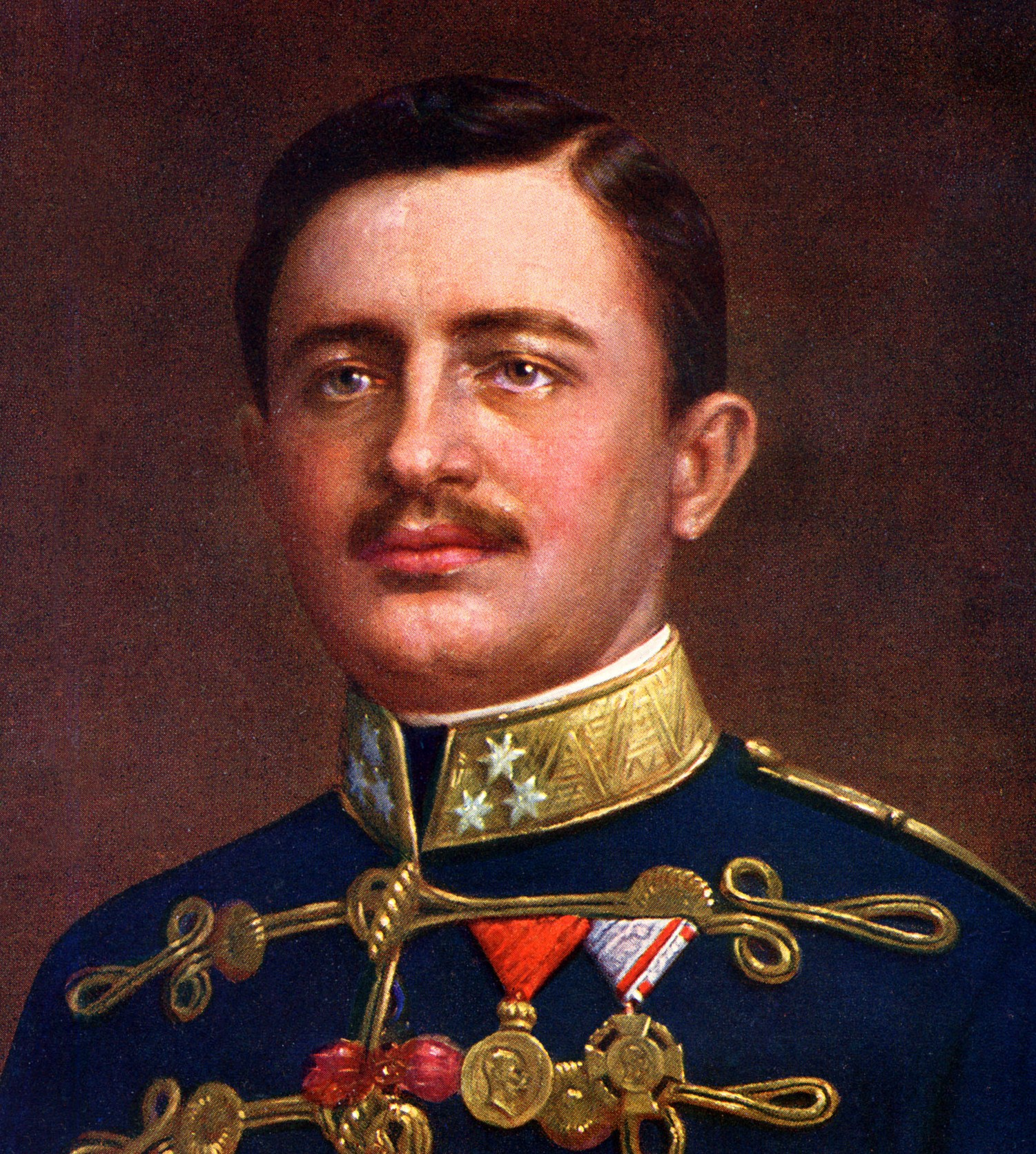
Імператор Карл I з медаллю.

Кругла бронзова медаль. На аверсі зображений профіль імператора, оточений латинським написом FRANC•IOS•I•D•G•IMP•AVSTR•REX•BOH•ETC•AC•AP•REX•HVNG.(укр. Франц Йосиф I, Імператор Австрії, Король Богемії і Апостольський король Угорщини). На реверсі зображена прямокутна табличка з написом SIGNVM MEMORIAE (укр. Пам'ятна відзнака), оточена вінком з дубового і лаврового листа, вгорі — роки правління імператора римськими цифрами MDCCCXLLVIII-MDCCCXCVIII (1848–1898). Медаль носили на лівому боці грудей на червоній стрічці.
Службовці, які перебували на службі не менше 50 років, отримали золоту медаль.

## Медаль для чиновників імператорського двору
Для членів Імператорського і Королівського Двору були засновані ще три ступені Ювілейної медалі: Золота, Срібна і Бронзова. Вона була овальної форми (39х31 мм). На аверсі також зображувався профіль Імператора і Короля, але повернений вправо. На реверсі був напис латиною: «Франц Йозеф I, який святкує 2 грудня 1898 роки 50-річний ювілей правління».
Розрізнялася форма колодки з біло-червоно-білої стрічки: для жінок вона була в формі банта, для військовослужбовців (зокрема, військових чинів Гвардії) — трикутна колодка і для цивільних чиновників — вертикальна прямокутна стрічка. На всіх колодках була планка з ювілейним періодом «1848-1898».
Золотих медалей було видано всього кілька десятків.
Срібні медалі призначались і капітанам охорони, генеральному інтендантові придворного театру, офіцерам, придворним духовним особам, членам придворної капели, диригентам придворних балів. Срібних медалей було виготовлено 1600 штук, з них було видано 1302 штуки.
Бронзовими нагороджувалися ті, кому за статусом не належала золота або срібна медаль. Їх виготовили 5500 штук (зустрічаються варіанти як з темної бронзи, так і світлою), з них видано 4185 штук.
Жіночі медалі були випущені тільки в бронзі і меншого розміру — 26х20 мм, загальною кількістю 200 штук. Видано тільки 62 медалі.